# Instituto Latinoamericano y del Caribe de Planificación Económica y Social
El Instituto Latinoamericano de Planificación Económica y Social (ILPES) es un organismo que integra la CEPAL creado en 1962. Sus funciones son brindar apoyo a los gobiernos de la región en áreas de gestión pública, administración e investigación orientadas al desarrollo regional.